# 渡会けいじ
渡会 けいじ（わたらい けいじ、1983年 - ）は、日本の漫画家。東京都在住。主に角川書店の雑誌で活動している。

## 作品リスト

### 連載漫画
- 漫画版『鴨川ホルモー』（角川書店『月刊少年エース』掲載、2008年4月号 - 2009年6月号、全3巻） - 万城目学による同名小説の漫画化作品。
  1. 2008年9月26日発売、ISBN 978-4-04-715124-6
  2. 2009年2月26日発売、ISBN 978-4-04-715190-1
  3. 2009年4月25日発売、ISBN 978-4-04-715238-0
- 『O/A（オー・エー）』（角川書店『ヤングエース』掲載、2009年Vol.5 - 2012年5月号、全7巻） - アイドルが同じ声の芸人と、ラジオのパーソナリティーで二人三脚する話。
  1. 2010年6月4日発売、ISBN 978-4-04-715466-7
  2. 2010年9月4日発売、ISBN 978-4-04-715518-3
  3. 2011年3月4日発売、ISBN 978-4-04-715642-5
  4. 2011年7月4日発売、ISBN 978-4-04-715730-9
  5. 2011年12月28日発売、ISBN 978-4-04-120051-3
  6. 2012年6月4日発売、ISBN 978-4-04-120278-4
  7. 2012年11月2日発売、ISBN 978-4-04-120438-2
- 『アマガミニ！』（白泉社『ヤングアニマル』掲載、2012年2号 - 同年8号） - 恋愛シミュレーションゲーム『アマガミ』を元にした2ページのショート漫画。
- 『僕に恋するメカニカル』（角川書店『ヤングエース』掲載、2013年5月号 - 2014年7月号、全3巻）
  1. 2013年11月02日発売、ISBN 978-4-04-120877-9
  2. 2013年12月28日発売、ISBN 978-4-04-120946-2
  3. 2014年07月04日発売、ISBN 978-4-04-101744-9
- 『弁天ロックゆう。』（KADOKAWA『ヤングエース』掲載、2014年12月号 - 2016年6月号）
  1. 2015年4月4日発売、ISBN 978-4-04-103076-9
  2. 2015年11月4日発売、ISBN 978-4-04-103445-3
  3. 2016年6月4日発売、ISBN 978-4-04-104279-3
- 『ピヨ子と魔界町の姫さま』（KADOKAWA『月刊コンプエース』掲載、2017年10月号 - 2019年1月号、全2巻）
- 漫画版『俺の妹がこんなに可愛いわけがない あやせif』（KADOKAWA『少年エースplus』掲載、2020年7月3日 - ） - 伏見つかさによる同名小説の漫画化作品。

### 読切漫画
- 『長門さん倦怠中』（角川書店『ザ・スニーカー』掲載、2009年10月号） - アニメ『涼宮ハルヒの憂鬱』の第2期シリーズ・エピソード『エンドレスエイト』放送記念による4コマ漫画作品。エンドレスエイト8番勝負と題した、各作家ごとの競作として参加している。単行本未収録。
- 『○○製作中』（角川書店『ハルヒ公式コミックアンソロジー 涼宮ハルヒの祝祭』収録、2009年7月25日発売）ISBN 978-4-04-715466-7
- 『よめさま！』（角川書店『サマーウォーズ 公式コミックアンソロジー』収録、2010年7月3日発売）ISBN 978-4-04-715480-3
- 『迷子のシネマ』（白泉社『ヤングアニマルあいらんどNo.20掲載』）
- 『ツンデレ店長!』パパのいうことを聞きなさい!（集英社『ウルトラジャンプ2012年1月号掲載』、『パパのいうことを聞きなさい! 〜小鳥遊の陽だまり〜』収録）ISBN 978-4-08-879279-8